# هيلسينورن
هيلسينورن (بالإنجليزية: Helsenhorn)‏ هو أحد جبال سلسلة جبال الألب ليبونتيني ويقع في كانتون فاليز في سويسرا. يحتل المرتبة رقم 101 في قائمة جبال سويسرا من حيث الارتفاع، إذ يبلغ ارتفاعه حوالي 3272 متر، بينما يبلغ ارتفاع نتوء الجبل 586 متر، هذا وقد سجل أول وصول لقمة الجبل عام 1863.